# دامبولاگاما
دامبولاگاما (به لاتین: Dambullagama) یک منطقهٔ مسکونی در سری‌لانکا است که در استان مرکزی (سری‌لانکا) واقع شده‌است.